# Plaza de San Geroteo
La plaza de San Geroteo es un espacio público de la ciudad española de Segovia.

## Descripción
La plaza, que debe su título a san Geroteo, según la tradición santo obispo de la ciudad, se encuentra entre la calle del mismo nombre y la de la Refitolería. Aparece descrita en Las calles de Segovia (1918) de Mariano Sáez y Romero con las siguientes palabras:

San Geroteo (Plazuela de).—Está situada entre las calles de San Geroteo y de la Refitolería. Descrito en la calle anterior lo referente a este santo Obispo, nada más hay que expresar; pues la plazuela es sólo un ensanchamiento con muy pocas casas y las altas tapias de la airosa Basílica segoviana.
(Sáez y Romero, 1918, p. 182)